# Eloísa de Orange-Nassau
Eloísa de Oranje-Nassau, Jonkvrouwe van Amsberg (Eloise Beatrix Sophie Laurence; 8 de junho de 2002) é a primeira filha nascida do príncipe Constantino e da princesa Laurentina dos Países Baixos. Ela é membro da família real holandesa e a sobrinha do atual rei Guilherme Alexandre dos Países Baixos.
Desde julho de 2021, ela ocupa a quinta posição na linha de sucessão ao trono holandês.

## Biografia
Eloísa nasceu no Hospital Bronovo localizado na cidade de Haia. Ela vive com seus pais, os seus irmãos em Haia.
Ela é a primeira neta no geral nascida para a ex-rainha reinante Beatriz dos Países Baixos, bem como a sobrinha do atual rei Guilherme Alexandre dos Países Baixos.
A Eloísa tem dois irmãos mais novos: o conde Claus-Casimiro de Oranje-Nassau e a condessa Leonor de Orange-Nassau.

### Batismo
O batismo do condessa Eloísa teve lugar na capela de Het Loo Palace em Apeldoorn em 15 de dezembro de 2002. Os seus padrinhos são: o príncipe João Friso (seu tio paterno), a princesa Carolina de Bourbon-Parma (a prima de seu pai), o príncipe Haakon, Príncipe Herdeiro da Noruega e a Sophie van de Wow.

## Títulos e estilos
- 08 de junho de 2002 - presente: Condessa Eloísa de Oranje-Nassau, Jonkvrouwe van Amsberg

Por decreto real de 11 de maio de 2001, n° 227, foi determinado que todos os filhos e descendentes de linha masculina do príncipe Constantino dos Países Baixos deveriam portar o título de "Conde/Condessa de Orange-Nassau" e o honorífico "Senhor/Senhora de Amsberg", tendo o sobrenome Van Oranje-Nassau van Amsberg.
Logo após a abdicação da rainha Beatriz, em 30 de abril de 2013, os filhos do príncipe Constantino e de sua esposa deixaram de ser membros da casa real holandesa, apesar de continuarem a fazer parte da família real holandesa.